# Минкин, Иршат Султанович
Ирша́т Султа́нович Ми́нкин (род. 27 июля 1963 г. в с. Старое Шаймурзино Дрожжановского района Татарской АССР) — российский государственный и политический деятель, депутат Государственной Думы VII созыва, член фракции «Единая Россия», член комитета Госдумы по транспорту и строительству.

## Биография
В 1987 году получил высшее образование по специальности «инженер-строитель» в Казанском инженерно-строительном институте. В 2007 год прошёл переподготовку по специальности «государственное и муниципальное управление» в Российской академии госслужбы при президенте РФ. В 1982 году был мобилизован на срочную службу в Вооружённые силы СССР, демобилизован в 1984 году. После демобилизации из армии продолжил учёбу в Казанском инженерно-строительном институте, совмещал учёбу с работой — работал товароведом в отделе материально технического снабжения института. В 1986 году принят на работу ЖЭУ Советского района города Казани на должность мастера, позже работал главным инженером, начальником управления ЖЭУ района. В 1998 был назначен на должность управляющего МУП ПТЖХ-1, позже работал на должности председателя комитета ЖКХ Нижнекамского района и г. Нижнекамска В 2001 был назначен на должность заместителя главы, а впоследствии — первого заместителя главы города Нижнекамск. В мае 2005 года назначен на должность заместителя главы администрации города Казани. С 2006 по 2008 год работал в исполкоме города Казани по развитию городского хозяйства и инфраструктуры в должности заместителя руководителя.
В марте 2008 года на дополнительных выборах был избран депутатом Казанской городской думы по одномандатному избирательно округу № 9. В октябре 2010 года баллотировался в депутаты Казанской городской думы II созыва от партии «Единая Россия», по результатам выборов стал депутатом.
В городской Думе исполнял полномочия на непостоянной основе, с 2008 по 2013 год работал первым заместителем главы администрации города Казани. С 2013 года работал в УК «Дорстрой Казан» в должности директора, с 2014 года работал ОАО «Особые экономические зоны» в должности заместитель генерального директора, с марта 2016 года бал назначен в АО «Казметрострой» на должность заместителя генерального директора.
В сентябре 2016 года был выдвинут от партии «Единая Россия» в Госдуму, по итогам выборов избран депутатом Государственной Думы по одномандатному избирательному округу № 31.

## Законотворческая деятельность
С 2016 по 2019 год, в течение исполнения полномочий депутата Государственной Думы VII созыва, выступил соавтором 87 законодательных инициатив и поправок к проектам федеральных законов.

## Награды и звания
- Медаль «В память 1000-летия Казани»
- Заслуженный работник жилищно-коммунального хозяйства Республики Татарстан